# Kenzie Reeves
Kenzie Reeves (ur. 7 lipca 1997 w New Hampshire) – amerykańska aktorka pornograficzna.

## Życiorys
Urodziła się w północnym stanie New Hampshire. Dorastała na Florydzie w bardzo konserwatywnej rodzinie ruchu mormońskiego. Pracowała w restauracji sieci fast foodów Taco Bell. W wieku 18 lat zaczęła tańczyć jako striptizerka i podróżowała do różnych klubów w całych Stanach Zjednoczonych.
Odkryta przez agenta, karierę w branży porno rozpoczęła w marcu 2017 w wieku 20 lat od podpisania kontraktu z wytwórnią East Coast Talent. Nagrywała sceny seksu dla takich firm produkcyjnych jak Deeper, Vixen, Bangbros, Girlfriends Films, Reality Kings, Burning Angel, Hard X, Mofos, Evil Angel, Digital Playground, Blacked, 21Sextury, Brazzers i Naughty America. Swoją pierwszą scenę seksu analnego nagrała dla studia Tushy w filmie Grega Lansky’ego First Anal 6: Anal Confession (2018) z Jeanem Val Jean.

## Nagrody
| Rok  | Nagroda                    | Kategoria                                         | Film                                      | Pozostali wykonawcy                                      |
| ---- | -------------------------- | ------------------------------------------------- | ----------------------------------------- | -------------------------------------------------------- |
| 2019 | XRCO Award                 | Nastoletni sen                                    | –                                         | –                                                        |
| 2019 | XBIZ Award                 | Najlepsza scena seksu – film fabularny            | Trailer Park Taboo (2018)                 | Small Hands                                              |
| 2019 | Spank Bank Technical Award | Najsłodszy zboczeniec wielkości kufla             | –                                         | –                                                        |
| 2019 | XCritic Award              | Niedoceniona gwiazdeczka                          | –                                         | –                                                        |
| 2020 | AVN Award                  | Najlepsza scena seksu w wirtualnej rzeczywistości | The Wanking Dead: Doctor’s Orders (2019)  | Jillian Janson, Gina Valentina, Sofie Reyez i Tommy Gunn |
| 2020 | XBIZ Award                 | Najlepsza scena seksu – komedia                   | 3 Cheers For Satan (2019)                 | Jane Wilde, Kira Noir i Small Hands                      |
| 2020 | Spank Bank Award           | Hrabina akrobatyzmu                               | –                                         | –                                                        |
| 2020 | Spank Bank Award           | Zabawny rozmiar (Prządka roku)                    | –                                         | –                                                        |
| 2021 | Nightmoves Fan Award       | Najlepsza aktorka                                 | –                                         | –                                                        |
| 2022 | AVN Award                  | Najlepsza scena seksu POV                         | Kenzie Reeves Is Out of This World (2021) | Tyler D.                                                 |